# ТЕС Тунес
ТЕС Тунес – колишня теплова електростанція у Португалії.
У 1973 році на майданчику станції ввели в дію дві встановлені на роботу у відкритому циклі газові турбіни потужністю по 16 мМВт.
В 1983-му стала до ладу друга черга, що мала дві встановлені на роботу у відкритому циклі газові турбіни потужністю по 83 МВт.
В 2014-му електростанцію, що мала на той час потужність 165 МВт, закрили.
Як паливо турбіни використовували нафтопродукти.